# Clark Peak (Antarktika)
Der Clark Peak ist ein 645 m hoher und felsiger Berg im westantarktischen Marie-Byrd-Land. Er ragt im Norden der Edward-VII-Halbinsel aus einer Klippe an der Westseite des Larson-Gletschers auf.
Der United States Geological Survey kartierte ihn anhand eigener Vermessungen und Luftaufnahmen der United States Navy aus den Jahren zwischen 1964 und 1967. Das Advisory Committee on Antarctic Names benannte ihn 1966 nach Leroy Clark (* 1895), Mitglied der Überwinterungsmannschaft bei der zweiten Antarktisexpedition (1933–1935) des US-amerikanischen Polarforschers Richard Evelyn Byrd.